# Alessio Di Clemente
Alessio Di Clemente (Firenze, 15 settembre 1967) è un attore italiano.

## Biografia
Suo bisnonno paterno era un nativo d'America della tribù degli Apsarok e sua bisnonna era veneta, emigrarono in Canada negli Anni '20.
È stato membro delle forze speciali della Nato per 4 mesi, fra il 1991 e il 1992 in Croazia, Bosnia, Kosovo e Somalia; divenne sergente maggiore ma non voleva fare il militare professionista.
Accompagnando suo padre in una fiera incontrò un amico di quest'ultimo che lavora nel mondo del cinema e gli suggerì di fare l'attore. Fra 800 persone che fecero domanda per entrare nel Centro sperimentale di cinematografia lui fu tra i 16 ammessi.
Intraprende la carriera d'attore, accumulando esperienza in teatro e successivamente lavorando anche nel cinema e televisione. Già docente di acting al Centro Sperimentale di cinematografia dove si è diplomato, ha avviato la sua professione di actor's coach ed è il direttore artistico dell'Accademia di Arte Cinematografica di Ferrara Florestano Vancini e docente di acting di Entr'Arte a Firenze.
Attivo soprattutto in teatro ha preso parte a più di 50 spettacoli, da anni porta in tournee il suo monologo Suerte.
In televisione ha preso parte come protagonista a due film televisivi prodotti dalla Rai: L'inganno di Rossella Izzo, e A caro prezzo di Claudio Risi. Ha inoltre partecipato ad un film televisivo prodotto da Mediaset, La palestra di Pier Francesco Pingitore.
Sempre per la televisione, ha partecipato a varie altre fiction come La dottoressa Giò, Una donna per amico, La squadra, Il bello delle donne e la soap opera di Raitre Un posto al sole. Dal 2007 al 2008 è protagonista, con il ruolo del dottor Alberto Curti, della soap opera di Raiuno Incantesimo 9 e 10.
Ha partecipato alla piattaforma digitale Sinarra.tv raccontando Corvo rosso non avrai il mio scalpo!
Nel 2009 partecipa alla quinta edizione del reality show di Rai Uno, Ballando con le stelle, condotta da Milly Carlucci, dove arriva in finale classificandosi al 3º posto. Successivamente appare su Canale 5 nei film tv Doc West, regia di Giulio Base e Terence Hill, e Il ritmo della vita, regia di Rossella Izzo.
Nel 2013 affianca Stefano Accorsi nel film L’Arbitro, regia di Paolo Zucca, presentato in occasione della 70 Mostra Internazionale del Cinema di Venezia.
Ha praticato boxe, paracadutismo ed equitazione e calcio. Fa parte della squadra nazionale di calcio attori.

## Filmografia
- La dottoressa Giò - Una mano da stringere, regia di Filippo De Luigi – film TV (1995)
- Code Name: Wolverine, regia di David Jackson – film TV (1996)
- Un posto al sole – soap opera (1997-2003)
- Something to Believe In, regia di John Hough (1998)
- A caro prezzo, regia di Claudio Risi – film TV (1999)
- La squadra – serie TV (2000)
- Il bello delle donne 2 – serie TV (2002)
- L'inganno, regia di Rossella Izzo – film TV (2003)
- La palestra, regia di Pier Francesco Pingitore – film TV (2003)
- Con le unghie e con i denti, regia di Pier Francesco Pingitore – miniserie TV (2004)
- Provaci ancora prof! – serie TV (2005)
- Capri – serie TV (2006)
- Addio, regia di Georgia Lepore – cortometraggio (2006)
- R.I.S. 3 - Delitti imperfetti – serie TV, episodio 3x03 (2007)
- Incantesimo 9-10 – soap opera (2007-2008)
- Don Matteo – serie TV, episodio 6x14 (2008)
- Deadly Kitesurf, regia di Antonio De Feo (2008)
- Doc West, regia di Giulio Base e Terence Hill – miniserie TV (2009)
- Il ritmo della vita, regia di Rossella Izzo – film TV (2010)
- Distretto di Polizia 10 – serie TV, 4 episodi (2010)
- Fratelli detective – serie TV, episodio 1x07 (2011)
- A fari spenti nella notte, regia di Anna Negri – film TV (2012)
- L'arbitro, regia di Paolo Zucca (2013)
- Madre, aiutami – serie TV (2014)
- Il tredicesimo apostolo - La rivelazione – serie TV, episodio 2x06 (2014)
- Non dirlo al mio capo – serie TV, 3 episodi (2018)
- Margherita delle stelle, regia di Giulio Base – film TV (2024)
- Il soldato senza nome, regia di Claudio Ripalti (2024)

## Altre esperienze
- Ballando con le stelle 5 – reality show (Rai 1, 2009) - concorrente, 3º classificato
- Ballando con le stelle 6 – reality show (Rai 1, 2010) - ballerino per una notte
- Dolce casa – sitcom (2014)
- Il berretto a sonagli di Luigi Pirandello, con Pino Caruso, Teatro Ghione di Roma, marzo 2013.
- Il berretto a sonagli di Luigi Pirandello, con Pino Caruso, Teatro Eliseo di Roma, ottobre 2013.
- Lo Sfascio – spettacolo teatrale (2013)
- Non si sa come di Luigi Pirandello – spettacolo teatrale (2015)